# Großer Preis von Italien 2013
Der Große Preis von Italien 2013 (offiziell 2013 Formula 1 Gran Premio d’Italia) fand am 8. September auf dem Autodromo Nazionale di Monza in Monza statt und war das zwölfte Rennen der Formel-1-Weltmeisterschaft 2013.

## Berichte

### Hintergrund
Nach dem Großen Preis von Belgien führte Sebastian Vettel in der Fahrerwertung mit 46 Punkten vor Fernando Alonso und mit 58 Punkten vor Lewis Hamilton. In der Konstrukteurswertung führte Red Bull-Renault mit 77 Punkten vor Mercedes und mit 94 Punkten vor Ferrari.
Beim Großen Preis von Italien stellte Pirelli den Fahrern die Reifenmischungen P Zero Hard (orange) und P Zero Medium (weiß) sowie für Nässe Cinturato Intermediates (grün) und Cinturato Full-Wets (blau) zur Verfügung.
Nico Hülkenberg bestritt seinen 50. Grand Prix.
Mit Alonso, Vettel (jeweils zweimal) und Hamilton (einmal) traten drei ehemalige Sieger zu diesem Grand Prix an.
Als Rennkommissare fungierten Garry Connelly (AUS), Paolo Longoni (ITA), Radovan Novak (CZE) und Danny Sullivan (USA).

### Training
Im ersten freien Training erzielte Hamilton die Bestzeit vor Alonso und seinem Teamkollegen Nico Rosberg. James Calado nahm erstmals an einem Formel-1-Wochenende teil und übernahm für diese Trainingssitzung den Force India von Adrian Sutil. Darüber hinaus übernahm Heikki Kovalainen den Caterham von Giedo van der Garde und Rodolfo González den Marussia von Jules Bianchi.
Im zweiten freien Training dominierte Vettel sowohl bei den Longruns, als auch auf einer Runde. Er setzte sich mit über einer halben Sekunde Vorsprung an die Spitze des Klassements vor seinem Teamkollegen Mark Webber und Kimi Räikkönen. Räikkönen erzielte dieselbe Rundenzeit wie sein Teamkollege Romain Grosjean. Beide verwendeten unterschiedliche Versionen des Lotus E21. Grosjean verwendete dasselbe Fahrzeug wie beim vorherigen Grand Prix, Räikkönen eine Version mit verlängertem Radstand.
Auch im dritten freien Training fuhr Vettel die Bestzeit. Zweiter wurde Alonso vor Webber. Im Gegensatz zum zweiten freien Training waren die Abstände aber geringer. Die ersten 13 Fahrer lagen innerhalb einer Sekunde. Rosberg absolvierte aufgrund eines Hydraulikdefekts nur fünf Runden und wurde Letzter. Paul di Resta verlor in der Parabolica das Heck und schlug mit der Fahrzeugfront in den Reifenstapel ein.

### Qualifying
Im ersten Abschnitt des Qualifyings fuhr Vettel die schnellste Runde. Die Marussia- und Caterham-Piloten sowie Valtteri Bottas und Esteban Gutiérrez schieden aus. Im zweiten Abschnitt blieb Vettel in Führung. Die Force-India- und Lotus-Piloten sowie Pastor Maldonado und Hamilton schieden aus. Nach dem Qualifying stellte sich heraus, dass Hamilton sich bei einem Fahrfehler in der Variante Ascari seinen Unterboden beschädigt hatte.
Im finalen Segment behielt Vettel die erste Position und erzielte die 40. Pole-Position seiner Formel-1-Karriere vor seinem Teamkollegen Webber und Hülkenberg. Es war die 50. Pole-Position von Red Bull Racing. Ferrari versuchte, Alonso mit Hilfe seines Teamkollegens Felipe Massa zu einer besseren Startposition zu verhelfen, indem Massa Alonso Windschatten spenden sollte. Allerdings fuhr Massa so schnell, dass die Taktik nicht aufging. Massa wurde Vierter, Alonso Fünfter.
Sutil wurde nach dem Qualifying von den Stewards mit einer Startplatzstrafe in Höhe von drei Positionen belegt, da er Hamilton im zweiten Abschnitt des Zeitentrainings behindert habe.

### Rennen
Bis auf Hamilton, Räikkönen und Gutiérrez starteten alle Fahrer auf der Reifenmischung Medium. Vettel startete gut und behielt die Führung. Auch Webber kam gut vom Startplatz weg, er wurde aber in der ersten Kurve von Massa überholt. Alonso lag auf dem vierten Platz vor Hülkenberg und Rosberg. Di Resta fuhr beim Anbremsen vor der Variante della Roggia auf Grosjean auf und schied aus. Grosjeans Fahrzeug wurde nicht stark beschädigt und er fuhr weiter. Grosjeans Teamkollege Räikkönen beschädigte sich in der ersten Runde seinen Frontflügel bei einer Berührung mit Sergio Pérez und kam zum Reparaturstopp an die Box. Dabei wechselte er auf die Reifenmischung Medium, sodass er schon zu Beginn der zweiten Runde beide Reifenmischungen verwendet hatte.
Während sich Vettel an der Spitze einen leichten Vorsprung erarbeitete, ging Alonso in der dritten Runde an Webber vorbei. Fünf Runden später übernahm Alonso die zweite Position von seinem Teamkollegen Massa. Räikkönen fuhr in der Zwischenzeit mit den neuen Reifen die schnellsten Runden, lag jedoch zunächst am Ende des Feldes. Vettel setzte sich weiterhin ab und kontrollierte das Rennen, während Hamilton in der 14. Runde an die Box ging, um seine Reifen zu wechseln. Er hatte einen schleichenden Plattfuß und wechselte auf die Medium-Reifen. Wenig später schied Jean-Éric Vergne mit einem technischen Defekt aus.
In der 24. Runde gingen beide Red-Bull-Piloten an die Box und wechselten auf die härteren Reifen. Beide Stopps verliefen optimal. Nach dem Rennen gab Red Bull bekannt, dass Vettel im ersten Stint mit Vibrationen nach einem Bremsplatten zurechtkommen musste. Webber kam direkt vor Räikkönen wieder zurück auf die Strecke. Alonso übernahm die Führung, während Massa eine Runde später an die Box ging und ebenfalls auf die Hard-Mischung wechselte. Er fiel dabei hinter Webber zurück. Massa kritisierte nach dem Rennen die Taktik seines Teams, ihn nicht vorher in die Box beordert zu haben. Vier Runden nach Vettel ging Alonso an die Box und fiel wieder auf den zweiten Platz zurück. Er blieb vor Webber, während Vettel die Führung zurückholte. Webber setzte Alonso im restlichen Rennen unter Druck, hatte aber nie die Möglichkeit zu einem Überholmanöver.
Während Vettel das Rennen an der Spitze kontrollierte und einen soliden Vorsprung auf Alonso hatte, überholte Hamilton im Mittelfeld mehrere Fahrer und rückte bis auf die Fünfte Position vor. Allerdings ging Hamilton – wie Räikkönen und die Caterham-Piloten – ein weiteres Mal an die Box und fiel ins Mittelfeld zurück. Er profitierte jedoch von den frischeren Reifen und zeigte bis zum Rennende einige Überholmanöver. Darüber hinaus fuhr er die schnellste Rennrunde. Beide Red-Bull-Piloten hatten in der Endphase kleinere Probleme mit ihren Getrieben. Eine Runde vorm Rennende gab Sutil mit Bremsproblemen auf.
Vettel gewann schließlich das Rennen vor Alonso, Webber, Massa, Hülkenberg und Rosberg. Die ersten sechs Fahrer lagen innerhalb von zehn Sekunden. Vettel erzielte seinen 32. Grand-Prix-Sieg und zog damit mit Alonso gleich. Beide belegten nach diesem Rennen den vierten Platz in der ewigen Bestenliste der Grand-Prix-Sieger. Beide Fahrer waren nach diesem Rennen gemeinsam die nach Siegen erfolgreichsten aktiven Formel-1-Fahrer. Webber stand als Dritter zum ersten Mal in Italien auf dem Podest. Hülkenberg erzielte mit dem fünften Platz mehr Punkte als er und sein Rennstall in den vorherigen Saisonrennen geholt hatten. Die Top 10 komplettierten Daniel Ricciardo, Grosjean, Hamilton und Jenson Button, die einen größeren Abstand hatten. Es war der 40. Formel-1-Sieg von Red Bull Racing.
Vettel vergrößerte seinen Vorsprung in der Fahrerweltmeisterschaft. Die ersten drei Positionen blieben unverändert. Bei den Konstrukteuren blieb Red Bull in Führung, Ferrari ging an Mercedes vorbei auf den zweiten Platz.

#### Kommentare der ersten drei Fahrer
„Es ist fantastisch, bei dieser Veranstaltung wieder zu gewinnen. Ich habe es gerade so durch die erste Kurve geschafft. Ich blockierte den rechten Vorderreifen, und er schien einfach nicht mehr zu greifen. Ich hatte einen großen Bremsplatten, den ich sofort spürte, und ich war mir nicht sicher, ob der Reifen das durchhalten würde.

Aber glücklicherweise schaffte ich es in die Kurve und hatte einen starken ersten Rennabschnitt. Ich machte sofort Druck, um einen Vorsprung herauszufahren, sollten wir vorzeitig anhalten und auf eine Zwei-Boxenstopp-Strategie wechseln müssen.

Wir hatten ein Getriebeproblem und ich musste auf das zugkraftunterbrechungsfreie Schalten verzichten, was bedeutete, dass wir auf den Geraden etwas Zeit verloren. Aber ich versuchte, das in den Kurven wieder gutzumachen.

Es ist großartig, auf der obersten Stufe ins Ziel zu kommen. Das Podium ist hier immer sehr leidenschaftlich. Wir befinden uns in Italien, und wenn man rund um die Strecke läuft, sieht man Ferrari-Kleidung und Ferrari-Fanartikel in allen Shops, beginnend von der kleinsten Größe aufwärts. Das ist Teil ihrer DNA, was ich verstehe. Es war für die Tifosi heute großartig, Fernando auf dem Podium zu haben.

Die Saison verläuft gut, und wir machen viel Druck, aber wir nehmen jedes Rennen so, wie es kommt. Wir freuen uns auf das Singapur-Rennen, das ich beenden möchte. Ich glaube, dass es das härteste Rennen ist, das wir im Jahr haben.“

„Es ist immer ein besonderes Gefühl, auf das Monza-Podium zu steigen. Denn es ist das Einzige, auf dem du die ganze Liebe spüren kannst, welche die Fans für das Team empfinden, und es ist der beste Preis am Ende eines beinahe perfekten Wochenendes. Beinahe deswegen, weil unsere Rivalen in der Meisterschaft gewonnen haben, und dafür übermitteln wir ihnen unsere Glückwünsche.

Wir waren sowohl am Freitag als auch am Samstag gut unterwegs, haben beide Autos in die Top 5 bekommen, aber Red Bull war in der Lage, besser zu sein. Als Vettel an die Box kam, fuhren wir immer noch grüne Sektorenzeiten, und aus diesem Grund entschieden wir uns dazu, den Rennabschnitt so lange wie möglich in die Länge zu ziehen, solange Webber nicht zur Gefahr werden würde.

So hätten wir versuchen können, Vettel auf den harten Reifen zu schnappen, die um ein paar Runden besser waren. Wir haben unser Bestes gegeben, und selbst wenn wir im Hinblick auf unsere Meisterschaftschancen realistisch sind, und es keine einfache Angelegenheit ist, in den verbleibenden paar Rennen einen Rückstand von 53 Punkten aufzuholen, kann in der Formel 1 alles passieren, und wir werden immer an unsere Chancen glauben, bis wir in Brasilien die Ziellinie überqueren, und wir werden immer alles probieren.“

„Das hier ist ein großartiger Ort, und es ist sehr speziell, auf dem Podium ins Ziel zu kommen. Es ist nicht der Kurs, auf dem ich in der Vergangenheit die besten Ergebnisse hatte, es ist aus diesem Grund für mich eine persönliche Bestleistung im Qualifying und im Rennen.

Es fühlte sich heute auf den weichen Reifen besser an. Ich hatte einen guten Kampf mit Fernando, FairPlay an ihn diesbezüglich, und danach richtete ich mich ein und fuhr mit dem Rennen fort. Wir schnappten uns beim Stopp Felipe, was großartig war. Mit meiner Runde an die Box war ich zufrieden, der Boxenstopp war großartig, und auch meine Runde aus den Boxen war stark, also sind wir locker vor ihn gekommen.

Am Ende musste ich das Getriebe ein wenig schonen, aber alles in allem war es ein gutes Ergebnis. Sebastian ist hier sehr stark, und es war großartig, dass wir heute ein solch tolles Ergebnis erzielt haben.“

## Meldeliste
| Team                          | Nr. | Fahrer              | Chassis           | Motor                | Reifen |
| ----------------------------- | --- | ------------------- | ----------------- | -------------------- | ------ |
| Infiniti Red Bull Racing      | 01  | Sebastian Vettel    | Red Bull RB9      | Renault 2.4 V8       | P      |
| Infiniti Red Bull Racing      | 02  | Mark Webber         | Red Bull RB9      | Renault 2.4 V8       | P      |
| Scuderia Ferrari              | 03  | Fernando Alonso     | Ferrari F138      | Ferrari 2.4 V8       | P      |
| Scuderia Ferrari              | 04  | Felipe Massa        | Ferrari F138      | Ferrari 2.4 V8       | P      |
| Vodafone McLaren Mercedes     | 05  | Jenson Button       | McLaren MP4-28    | Mercedes-Benz 2.4 V8 | P      |
| Vodafone McLaren Mercedes     | 06  | Sergio Pérez        | McLaren MP4-28    | Mercedes-Benz 2.4 V8 | P      |
| Lotus F1 Team                 | 07  | Kimi Räikkönen      | Lotus E21         | Renault 2.4 V8       | P      |
| Lotus F1 Team                 | 08  | Romain Grosjean     | Lotus E21         | Renault 2.4 V8       | P      |
| Mercedes AMG Petronas F1 Team | 09  | Nico Rosberg        | Mercedes F1 W04   | Mercedes-Benz 2.4 V8 | P      |
| Mercedes AMG Petronas F1 Team | 10  | Lewis Hamilton      | Mercedes F1 W04   | Mercedes-Benz 2.4 V8 | P      |
| Sauber F1 Team                | 11  | Nico Hülkenberg     | Sauber C32        | Ferrari 2.4 V8       | P      |
| Sauber F1 Team                | 12  | Esteban Gutiérrez   | Sauber C32        | Ferrari 2.4 V8       | P      |
| Sahara Force India F1 Team    | 14  | Paul di Resta       | Force India VJM06 | Mercedes-Benz 2.4 V8 | P      |
| Sahara Force India F1 Team    | 15  | James Calado        | Force India VJM06 | Mercedes-Benz 2.4 V8 | P      |
| Sahara Force India F1 Team    | 15  | Adrian Sutil        | Force India VJM06 | Mercedes-Benz 2.4 V8 | P      |
| Williams F1 Team              | 16  | Pastor Maldonado    | Williams FW35     | Renault 2.4 V8       | P      |
| Williams F1 Team              | 17  | Valtteri Bottas     | Williams FW35     | Renault 2.4 V8       | P      |
| Scuderia Toro Rosso           | 18  | Jean-Éric Vergne    | Toro Rosso STR8   | Ferrari 2.4 V8       | P      |
| Scuderia Toro Rosso           | 19  | Daniel Ricciardo    | Toro Rosso STR8   | Ferrari 2.4 V8       | P      |
| Caterham F1 Team              | 20  | Charles Pic         | Caterham CT03     | Renault 2.4 V8       | P      |
| Caterham F1 Team              | 21  | Heikki Kovalainen   | Caterham CT03     | Renault 2.4 V8       | P      |
| Caterham F1 Team              | 21  | Giedo van der Garde | Caterham CT03     | Renault 2.4 V8       | P      |
| Marussia F1 Team              | 22  | Rodolfo González    | Marussia MR02     | Cosworth 2.4 V8      | P      |
| Marussia F1 Team              | 22  | Jules Bianchi       | Marussia MR02     | Cosworth 2.4 V8      | P      |
| Marussia F1 Team              | 23  | Max Chilton         | Marussia MR02     | Cosworth 2.4 V8      | P      |

Anmerkungen
1. 1 2  Calado fuhr den Force India mit der Nummer 15 im ersten freien Training. Sutil übernahm das Fahrzeug anschließend für das restliche Rennwochenende.
2. 1 2  Kovalainen fuhr den Caterham mit der Nummer 21 im ersten freien Training. Van der Garde übernahm das Fahrzeug anschließend für das restliche Rennwochenende.
3. 1 2  González fuhr den Marussia mit der Nummer 22 im ersten freien Training. Bianchi übernahm das Fahrzeug anschließend für das restliche Rennwochenende.

## Klassifikationen

### Qualifying
| Pos.                                                                      | Fahrer              | Konstrukteur         | Q1       | Q2       | Q3       | Start |
| ------------------------------------------------------------------------- | ------------------- | -------------------- | -------- | -------- | -------- | ----- |
| 01                                                                        | Sebastian Vettel    | Red Bull-Renault     | 1:24,319 | 1:23,977 | 1:23,755 | 01    |
| 02                                                                        | Mark Webber         | Red Bull-Renault     | 1:24,923 | 1:24,263 | 1:23,968 | 02    |
| 03                                                                        | Nico Hülkenberg     | Sauber-Ferrari       | 1:24,776 | 1:24,305 | 1:24,065 | 03    |
| 04                                                                        | Felipe Massa        | Ferrari              | 1:24,950 | 1:24,479 | 1:24,132 | 04    |
| 05                                                                        | Fernando Alonso     | Ferrari              | 1:24,661 | 1:24,227 | 1:24,142 | 05    |
| 06                                                                        | Nico Rosberg        | Mercedes             | 1:24,527 | 1:24,393 | 1:24,192 | 06    |
| 07                                                                        | Daniel Ricciardo    | Toro Rosso-Ferrari   | 1:24,655 | 1:24,290 | 1:24,209 | 07    |
| 08                                                                        | Sergio Pérez        | McLaren-Mercedes     | 1:24,635 | 1:24,592 | 1:24,502 | 08    |
| 09                                                                        | Jenson Button       | McLaren-Mercedes     | 1:24,739 | 1:24,563 | 1:24,515 | 09    |
| 10                                                                        | Jean-Éric Vergne    | Toro Rosso-Ferrari   | 1:24,630 | 1:24,575 | 1:28,050 | 10    |
| 11                                                                        | Kimi Räikkönen      | Lotus-Renault        | 1:24,819 | 1:24,610 | –        | 11    |
| 12                                                                        | Lewis Hamilton      | Mercedes             | 1:24,589 | 1:24,803 | –        | 12    |
| 13                                                                        | Romain Grosjean     | Lotus-Renault        | 1:24,737 | 1:24,848 | –        | 13    |
| 14                                                                        | Adrian Sutil        | Force India-Mercedes | 1:25,030 | 1:24,932 | –        | 17    |
| 15                                                                        | Pastor Maldonado    | Williams-Renault     | 1:24,905 | 1:25,011 | –        | 14    |
| 16                                                                        | Paul di Resta       | Force India-Mercedes | 1:25,009 | 1:25,077 | –        | 15    |
| 17                                                                        | Esteban Gutiérrez   | Sauber-Ferrari       | 1:25,226 | –        | –        | 16    |
| 18                                                                        | Valtteri Bottas     | Williams-Renault     | 1:25,291 | –        | –        | 18    |
| 19                                                                        | Giedo van der Garde | Caterham-Renault     | 1:26,406 | –        | –        | 19    |
| 20                                                                        | Charles Pic         | Caterham-Renault     | 1:26,563 | –        | –        | 20    |
| 21                                                                        | Jules Bianchi       | Marussia-Cosworth    | 1:27,085 | –        | –        | 21    |
| 22                                                                        | Max Chilton         | Marussia-Cosworth    | 1:27,480 | –        | –        | 22    |
| 107-Prozent-Zeit: 1:30,221 min (bezogen auf Q1-Bestzeit von 1:24,319 min) |                     |                      |          |          |          |       |

Anmerkungen
1. ↑  Sutil wurde wegen Behinderns um drei Positionen nach hinten versetzt.

### Rennen
| Pos. | Fahrer              | Konstrukteur         | Runden | Zeit        | Start | Schnellste Runde |
| ---- | ------------------- | -------------------- | ------ | ----------- | ----- | ---------------- |
| 01   | Sebastian Vettel    | Red Bull-Renault     | 53     | 1:18:33,352 | 01    | 1:27,190 (52.)   |
| 02   | Fernando Alonso     | Ferrari              | 53     | + 5,467     | 05    | 1:26,797 (52.)   |
| 03   | Mark Webber         | Red Bull-Renault     | 53     | + 6,350     | 02    | 1:26,690 (53.)   |
| 04   | Felipe Massa        | Ferrari              | 53     | + 9,361     | 04    | 1:27,095 (48.)   |
| 05   | Nico Hülkenberg     | Sauber-Ferrari       | 53     | + 10,355    | 03    | 1:26,716 (48.)   |
| 06   | Nico Rosberg        | Mercedes             | 53     | + 10,999    | 06    | 1:26,500 (50.)   |
| 07   | Daniel Ricciardo    | Toro Rosso-Ferrari   | 53     | + 32,329    | 07    | 1:27,294 (52.)   |
| 08   | Romain Grosjean     | Lotus-Renault        | 53     | + 33,130    | 13    | 1:27,043 (52.)   |
| 09   | Lewis Hamilton      | Mercedes             | 53     | + 33,527    | 12    | 1:25,849 (51.)   |
| 10   | Jenson Button       | McLaren-Mercedes     | 53     | + 38,327    | 09    | 1:27,830 (46.)   |
| 11   | Kimi Räikkönen      | Lotus-Renault        | 53     | + 38,695    | 11    | 1:26,948 (45.)   |
| 12   | Sergio Pérez        | McLaren-Mercedes     | 53     | + 39,765    | 08    | 1:27,607 (44.)   |
| 13   | Esteban Gutiérrez   | Sauber-Ferrari       | 53     | + 40,880    | 16    | 1:27,092 (53.)   |
| 14   | Pastor Maldonado    | Williams-Renault     | 53     | + 49,085    | 14    | 1:26,981 (51.)   |
| 15   | Valtteri Bottas     | Williams-Renault     | 53     | + 56,827    | 18    | 1:27,166 (53.)   |
| 16   | Adrian Sutil        | Force India-Mercedes | 52     | DNF         | 17    | 1:27,418 (38.)   |
| 17   | Charles Pic         | Caterham-Renault     | 52     | + 1 Runde   | 20    | 1:28,620 (52.)   |
| 18   | Giedo van der Garde | Caterham-Renault     | 52     | + 1 Runde   | 19    | 1:28,663 (52.)   |
| 19   | Jules Bianchi       | Marussia-Cosworth    | 52     | + 1 Runde   | 21    | 1:29,595 (47.)   |
| 20   | Max Chilton         | Marussia-Cosworth    | 52     | + 1 Runde   | 22    | 1:29,491 (48.)   |
| –    | Jean-Éric Vergne    | Toro Rosso-Ferrari   | 14     | DNF         | 10    | 1:29,710 (14.)   |
| –    | Paul di Resta       | Force India-Mercedes | 0      | DNF         | 15    | –                |

## WM-Stände nach dem Rennen
Die ersten zehn des Rennens bekamen 25, 18, 15, 12, 10, 8, 6, 4, 2 bzw. 1 Punkt(e).

### Fahrerwertung
| Pos. | Fahrer           | Konstrukteur         | Punkte |
| ---- | ---------------- | -------------------- | ------ |
| 01   | Sebastian Vettel | Red Bull-Renault     | 222    |
| 02   | Fernando Alonso  | Ferrari              | 169    |
| 03   | Lewis Hamilton   | Mercedes             | 141    |
| 04   | Kimi Räikkönen   | Lotus-Renault        | 134    |
| 05   | Mark Webber      | Red Bull-Renault     | 130    |
| 06   | Nico Rosberg     | Mercedes             | 104    |
| 07   | Felipe Massa     | Ferrari              | 79     |
| 08   | Romain Grosjean  | Lotus-Renault        | 57     |
| 09   | Jenson Button    | McLaren-Mercedes     | 48     |
| 10   | Paul di Resta    | Force India-Mercedes | 36     |
| 11   | Adrian Sutil     | Force India-Mercedes | 25     |

| Pos. | Fahrer              | Konstrukteur       | Punkte |
| ---- | ------------------- | ------------------ | ------ |
| 12   | Sergio Pérez        | McLaren-Mercedes   | 18     |
| 13   | Daniel Ricciardo    | Toro Rosso-Ferrari | 18     |
| 14   | Nico Hülkenberg     | Sauber-Ferrari     | 17     |
| 15   | Jean-Éric Vergne    | Toro Rosso-Ferrari | 13     |
| 16   | Pastor Maldonado    | Williams-Renault   | 1      |
| 17   | Valtteri Bottas     | Williams-Renault   | 0      |
| 18   | Esteban Gutiérrez   | Sauber-Ferrari     | 0      |
| 19   | Jules Bianchi       | Marussia-Cosworth  | 0      |
| 20   | Charles Pic         | Caterham-Renault   | 0      |
| 21   | Giedo van der Garde | Caterham-Renault   | 0      |
| 22   | Max Chilton         | Marussia-Cosworth  | 0      |

### Konstrukteurswertung
| Pos. | Konstrukteur         | Punkte |
| ---- | -------------------- | ------ |
| 01   | Red Bull-Renault     | 352    |
| 02   | Ferrari              | 248    |
| 03   | Mercedes             | 245    |
| 04   | Lotus-Renault        | 191    |
| 05   | McLaren-Mercedes     | 66     |
| 06   | Force India-Mercedes | 61     |

| Pos. | Konstrukteur       | Punkte |
| ---- | ------------------ | ------ |
| 07   | Toro Rosso-Ferrari | 31     |
| 08   | Sauber-Ferrari     | 17     |
| 09   | Williams-Renault   | 1      |
| 10   | Marussia-Cosworth  | 0      |
| 11   | Caterham-Renault   | 0      |